# ميريت بي. كورتيس
ميريت بي. كورتيس (بالإنجليزية: Merritt B. Curtis)‏ هو محامي وسياسي أمريكي، ولد في 31 أغسطس 1892 في سان بيرناردينو في الولايات المتحدة، وتوفي في 16 مايو 1966 في واشنطن العاصمة في الولايات المتحدة. حزبياً، نشط في Constitution Party (United States, 1952) ‏.